# FK Jenissei Krasnojarsk
Der FK Jenissei (russisch Футбольный клуб «Енисей» Futbolny klub «Jenissei»), im deutschsprachigen Raum bekannt als Jenissei Krasnojarsk, ist ein russischer Fußballverein aus der sibirischen Stadt Krasnojarsk am Fluss Jenissei.

## Geschichte
Der Verein wurde im Jahre 1937 als Lokomotive Krasnojarsk gegründet. Bis zum Zerfall der Sowjetunion spielte das Team meistens in der dritthöchsten Spielklasse der UdSSR. 1992 wurde die Mannschaft in die zweithöchste russische Liga aufgenommen, wo sie zwei Saisons verbrachte. Auch in den Jahren 1996, 1999–2002 und 2006 war der Verein zweitklassig. 2010 mit dem Gewinn der Zonenmeisterschaft in der 2. Division konnte der Wiederaufstieg gefeiert werden. In der Spielzeit 2015/16 wäre durch den 16. Tabellenplatz der erneute Abstieg in die dritte Liga erfolgt. Allerdings durfte der FK Jenissei als Ersatz für den FK Smena Komsomolsk-na-Amure im Perwenstwo FNL verbleiben, der als Aufsteiger aufgrund fehlender Finanzmittel für den Spielbetrieb auf den Aufstieg freiwillig verzichtet hatte. In der Saison 2016/17 erkämpfte Jenissei den dritten Tabellenplatz (Relegationsplatz). In der Relegation traf Krasnojarsk auf Arsenal Tula und verpasste nach 2:1 und 0:1 durch die Auswärtstorregel den Aufstieg. Daraufhin wurde im Juni 2017 der Russe Dmitri Alenitschew als neuer Chef-Trainer verpflichtet.
2017/18 sicherte sich die Mannschaft erneut einen Relegationsplatz, spielte zum zweiten Mal um den Aufstieg in die höchste Fußballliga und stieg nach zwei Partien gegen Anschi Machatschkala erstmals in die Premjer-Liga auf. Dort konnte sich der FK Jenissei nicht etablieren und stieg nach einer Saison wieder ab.

## Namensentwicklung
- 1937: Lokomotive Krasnojarsk
- 1968: Rasswet Krasnojarsk
- 1970: Awtomobilist Krasnojarsk
- 1991: Metallurg Krasnojarsk
- 2010: Metallurg-Jenissei Krasnojarsk
- 2011: Jenissei Krasnojarsk

## Erfolge
- Staffelmeister in der dritten russischen Liga: 1995, 2005, 2010
- Aufstieg in die Premjer-Liga: 2018

## Zweite Mannschaft
Die zweite Mannschaft des FK Jenissei hat ebenfalls den Profistatus inne und spielt 2025 in der viertklassigen 2. Liga Division B.

## Ehemalige Spieler
- Nivaldo
- Waleri Korobkin
- Edgars Gauračs
- Oļegs Laizāns
- Vladimirs Kamešs
- Arsen Chubulow
- Roman Scharonow
- Alexander Schirow
- Alexander Sobolew
- Wladimir Tatartschuk
- Dmitri Torbinski
- Sergei Tscheptschugow
- Nikita Tschernow
- Wladimir Baýramow
- Darko Bodul
- Enis Gavazaj
- Petar Sanew

## Trainer
- Sergei Petrenko (2013–2014)
- Omari Tetradse (2015–2016)
- Dmitri Alenitschew (2017–2019)